# Barbaryty powietrzne
Barbaryty powietrzne - górnicze materiały wybuchowe, dynamity zawierające 35-45% chlorku sodu (często z dodatkiem salmiaku). Dodatek NaCl sprawia, że mogą być używane bezpiecznie w atmosferze zawierającej metan i pył węglowy.